# Muhtarak Saghir
Muhtarak Saghir – wieś w Syrii, w muhafazie Aleppo, w dystrykcie Manbidż. W 2004 roku liczyła 302 mieszkańców.